# Gran peste de Marsella

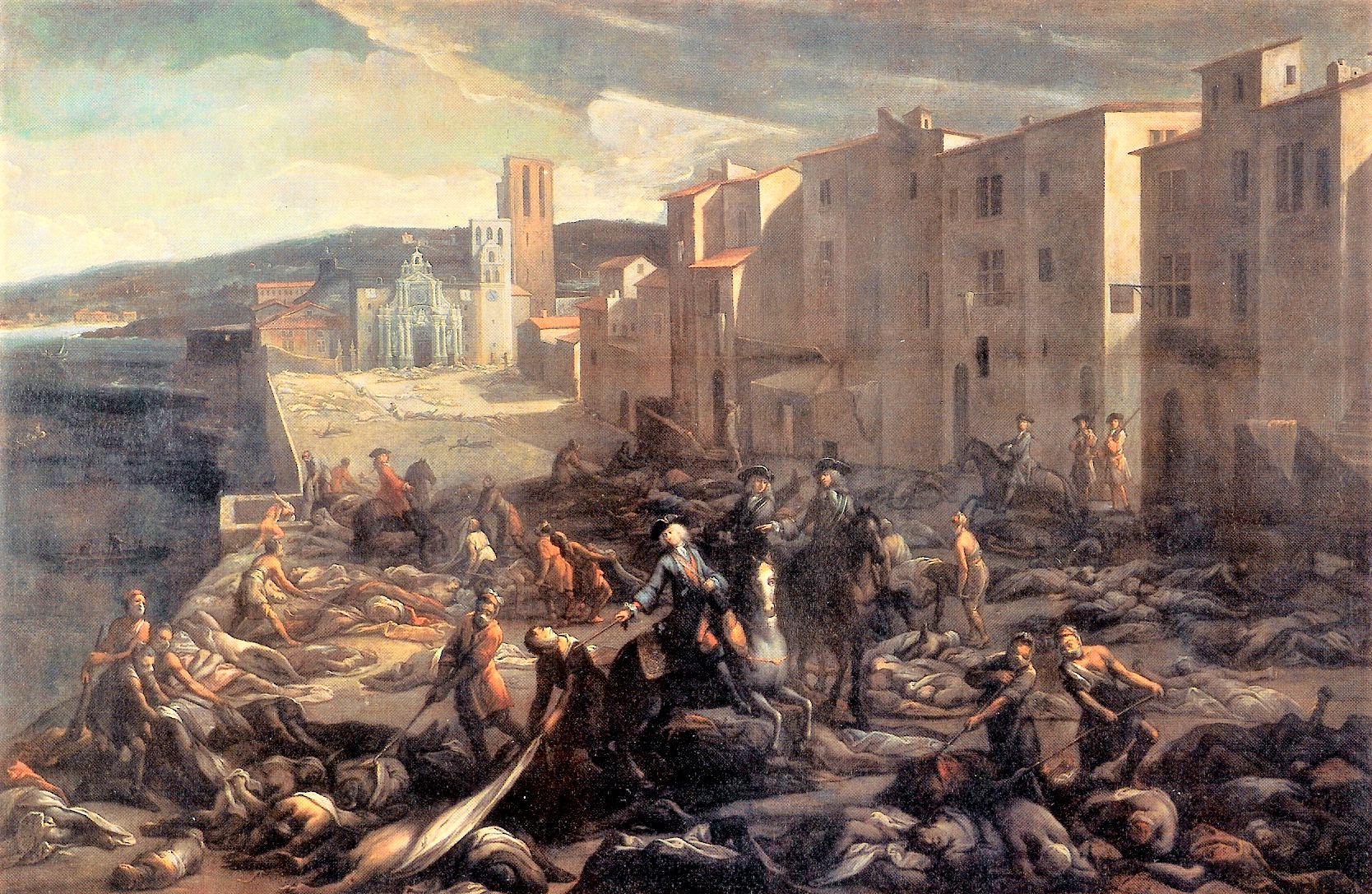
Escena de la peste de 1720 en la Tourette (Marsella). Obra de Michel Apriete (Museo Atger, Montpellier).

La peste de Marsella de 1720 fue el último brote de epidemia de peste registrado en Francia.
El Gran San Antonio, barco del levante mediterráneo que atracó en Marsella el 25 de mayo de 1720, fue el causante de la epidemia. De hecho, su cargamento, consistente en finas sedas y fardos de algodón, estaba contaminado con el bacilo de Yersin, responsable de la peste. Como consecuencia de una serie de graves negligencias, y a pesar de las estrictas medidas de seguridad (que comprendían la puesta en cuarentena de pasajeros y mercancías), la plaga se extendió por la ciudad. El centro de Marsella y los barrios antiguos fueron los más afectados. La peste se expandió rápidamente, causando entre 30 000−40 000 muertos de un total de 90 000 habitantes. En la Provenza causó entre 90 000−120 000 víctimas sobre una población de unos 400 000 habitantes.
La responsabilidad por no aplicar el reglamento ha sido investigada desde aquella época recayendo en el comandante de la nave, el capitán Jean-Baptiste Chataud, y el teniente alcalde, Jean-Baptiste Estelle. Sin embargo, no ha podido ser encontrada ninguna prueba concluyente. Lo seguro es que los responsables de salubridad, encargados de hacer cumplir esta regulación, actuaron con ligereza. La alimentación de la población, así como la evacuación de los cadáveres, también fue un hecho de importancia en este trágico suceso. 
Esta epidemia ha sido la inspiración de diversas representaciones artísticas, entre las cuales destacan las del pintor Michel Serre, testigo directo de la epidemia.

## Antecedentes

### Reglamentación sanitaria

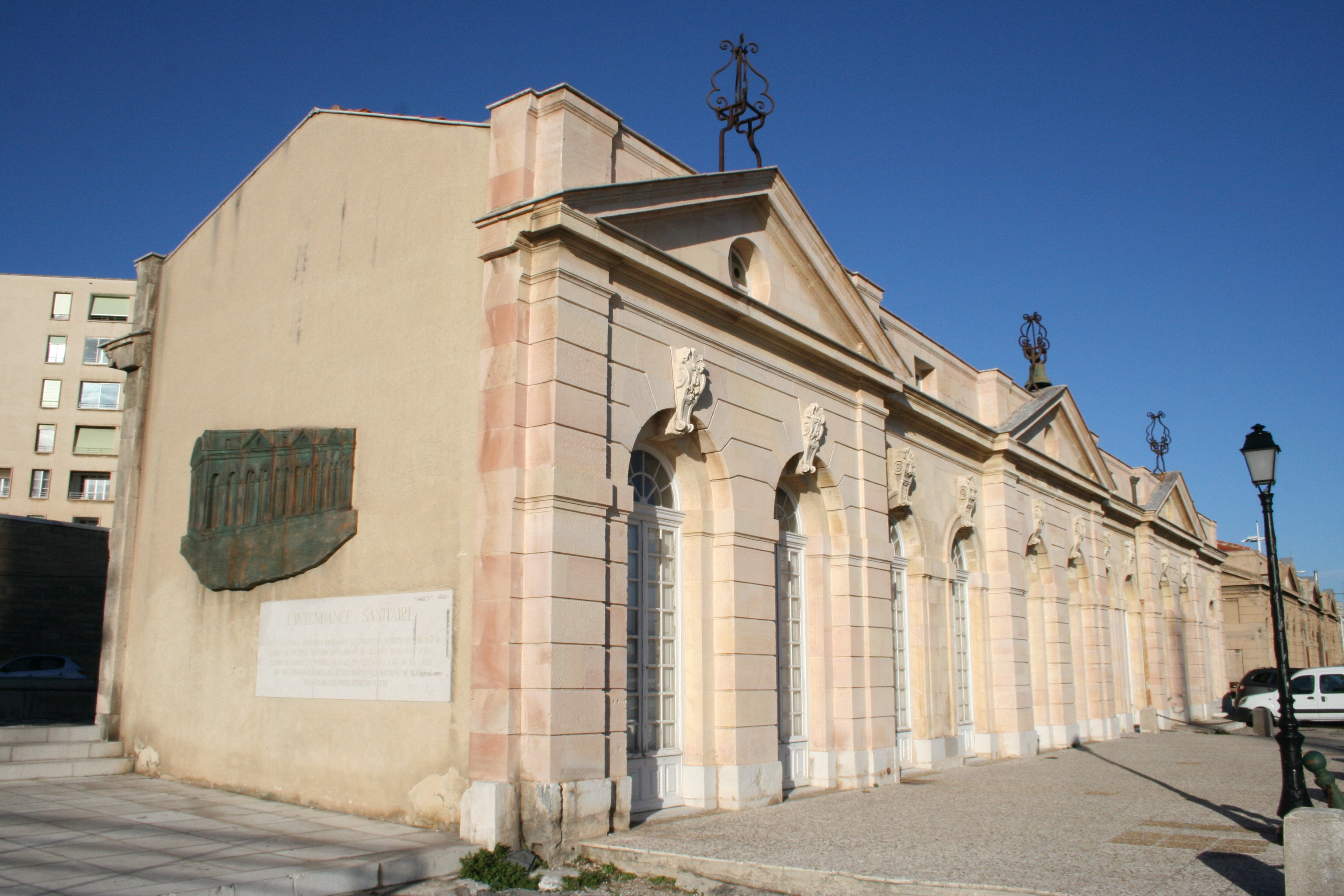
Oficina de sanidad sobre el Puerto Viejo de Marsella, construida en 1719.

La peste fue una amenaza permanente para Marsella por su relación comercial con el Medio Oriente, en donde la enfermedad era endémica. Las epidemias golpearon la ciudad en numerosas ocasiones, entre las cuales destacó la peste de 1580, que tuvo una gran mortandad, superior a la de 1720. Se aplicó un sistema de protección de forma progresiva, que resultó ser eficaz, pues sesenta años antes de 1720, Marsella no había tenido ningún brote epidémico. Esta protección se basaba, por un lado, en un cordón sanitario establecido a una escala mediterránea, con emisión de patentes en los puertos del este, y, por el otro lado, en una oficina de sanidad compuesta de comisarios que decidían la duración de la cuarentena para la tripulación, los pasajeros y las mercancías.

### Las patentes
Cada nave que hacía escala en un puerto del Oriente recibía una patente, que consistía en un certificado expedido por los cónsules de los puertos orientales a los capitanes de los buques que desearan regresar a Francia, el cual especificaba la situación sanitaria de la ciudad. Existían tres tipos de patentes:
- Patente neta, cuando no había nada sospechoso en la región al momento de la salida del buque.
- Patente sospechosa, cuando existía la sospecha de una enfermedad pestilente en el país.
- Patente bruta, cuando la región estaba contaminada por la peste.

En el caso de la patente neta, la duración de la cuarentena era ordinariamente de dieciocho días para las personas, veintiocho para la nave, y treinta y ocho para el cargamento. Para la patente sospechosa, los periodos de cuarentena eran de veinticinco, treinta y cuarenta, respectivamente. Si la patente era bruta, los periodos de cuarentena eran de treinta y cinco, cincuenta y sesenta, respectivamente.
Las naves procedentes del Oriente atracaban en la isla de Pomègues. El capitán debía presentar la patente en la oficina de sanidad, la cual decidiría la duración de la cuarentena a aplicar a las mercancías y a las personas.

### Lugares de cuarentena
Se estableció que las naves puestas en cuarentena atracaran en la isla Jarre, al sur de la rada de Marsella, si es que la peste estaba comprobada, o en la isla de Pomègues, con cinco hectáreas de terrenos y edificios, donde se había acondicionado un pequeño puerto para recibir aproximadamente treinta y cinco naves.
Por otro lado, las enfermerías, a veces llamadas lazaretos (porque estaban bajo la protección de San Lázaro), habían sido acondicionadas con habitaciones para los pasajeros y almacenes para las mercancías. Estas enfermerías, construidas en la época de Jean-Baptiste Colbert, estaban ubicadas al borde del mar y solo se disponían de tres puntos de acceso.

## Llegada delGran San Antonio

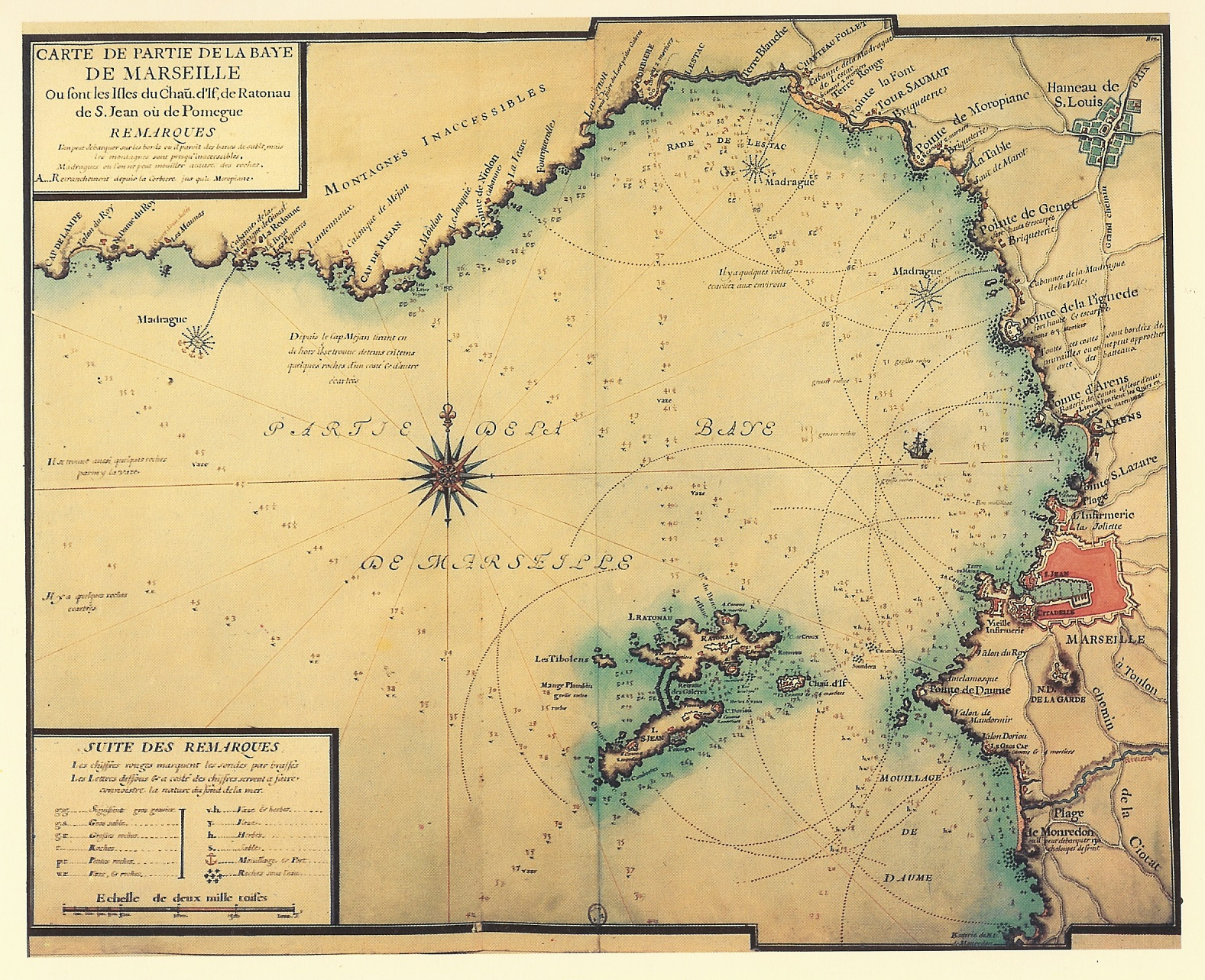
Mapa de la rada de Marsella, a fines del siglo XVII, con las islas del archipiélago de Frioul.

El 25 de mayo de 1720, el barco Gran San Antonio procedente del levante mediterráneo llegó a Marsella luego de una larga travesía. Llevaba un valioso cargamento de telas de seda y de fardos de algodón, con un valor de 300 000 libras, para ser vendidos en la feria de Beaucaire de julio. Una parte del cargamento pertenecía a varios notables de Marsella, como el primer regidor Jean-Baptiste Estelle, y al propio capitán de la nave Jean-Baptiste Chataud.
El Gran San Antonio zarpó de Marsella el 22 de julio de 1720, arribando a los puertos de Esmirna, Lárnaca (Chipre) y Sidón (Líbano). En esta última ciudad se embarcaron los tejidos de seda. El cónsul Poullard, quien era conocedor de que la peste hacía estragos en Damasco, entregó una patente neta, mientras que la carga estaba probablemente contaminada. El barco llegó a Tiro, en donde completó su cargamento con nuevas telas, probablemente también contaminadas. La nave se hizo a la mar, haciendo escala en Trípoli para reparar los daños causados por una violenta tormenta. El vicecónsul de Trípoli, Monhenoult, entregó igualmente una patente neta. El 3 de abril de 1720, la nave se dirige hacia Chipre después de haber embarcado catorce pasajeros. El 5 de abril, un turco muere a bordo y su cadáver es lanzado al mar. Los pasajeros bajan en Chipre, y la nave reanuda la travesía el 18 de abril de 1720 con dirección de Marsella. Durante el viaje morirían otras cinco personas más.
Estos graves hechos alertaron al capitán Chataud, quien decidió dirigirse al puerto de Brusc, cerca de Tolón. Esta rada natural, protegida por la isla de Embiez, es un amarradero apreciado por los navegantes desde la antigüedad. Las razones de esta escala son bastante misteriosas, pero algunos historiadores creen que Chataud quiso consultar la opinión de los propietarios de la carga antes de determinar las acciones a tomar.
El Gran San Antonio dio la vuelta para dirigirse a Livorno, arribando el 17 de mayo. Las autoridades italianas prohibieron la entrada de la nave al puerto, haciéndolo anclar en una ensenada protegida por soldados. Al día siguiente, tres personas más murieron a bordo. Los cuerpos fueron examinados por médicos, que concluyeron que se trataba de una «fiebre maligna pestilente», término que para los médicos de la época no designaba necesariamente a la peste. Ante la negativa de las autoridades de Livorno a permitir la entrada de la nave, a causa de la mortalidad de una parte de la tripulación por esta fiebre, el capitán continuó su travesía con rumbo a Marsella.

### Puesta en cuarentena
A su llegada, el capitán Chataud se dirigió a la oficina de sanidad para efectuar su declaración al comisario de turno. Entregó las patentes netas y sólo informó de las muertes ocurridas durante la travesía. El 27 de mayo, dos días después de la llegada de la nave, murió un marinero a bordo. La oficina de sanidad decidió por unanimidad enviar el barco a la isla Jarre, pero luego cambiaron de opinión en una segunda deliberación, decidiendo trasladar el cadáver del marinero a las enfermerías para su examen, enviando la nave a la isla Pomègues en el archipiélago de Frioul. El 29 de mayo, la misma oficina decidió, de manera inusual, desembarcar los valiosos tejidos a las enfermerías, mientras que los fardos de algodón serían trasladados a la isla Jarre.
El 3 de junio, la oficina revirtió su posición y tomó una decisión más favorable para los propietarios del cargamento: toda la carga sería descargada en las enfermerías. Esto se debió probablemente al deseo de salvar el cargamento destinado a la feria de Beaucaire, que tendría lugar el 22 de julio de 1720. El 13 de junio, en la víspera del fin de la cuarentena de los pasajeros, murió el guardián sanitario del buque. El cirujano de servicio del puerto examinó el cadáver, concluyendo que la causa de la muerte fue debido a la vejez, sin observar las marcas de la peste.
El 25 de junio, un joven marinero cayó enfermo y falleció. A partir de ese día, varios cargadores que trasladaban los fardos de algodón murieron también. La oficina de sanidad se preocupó seriamente y decidió trasladar al barco a la isla Jarre, para quemar la ropa de los fallecidos y enterrar los cadáveres en cal viva. Sin embargo, estas medidas resultaron demasiado tardías, pues las telas ya habían salido de contrabando de las enfermerías, llevando de esta manera la peste a la ciudad.

## La epidemia

Propagación de la peste: A. Puerta de la Joliette, B. Puerta de Aix, C. Puerta Bernard-du-Bois, D. Puerta de Chartreux, E. Puerta de Noailles, F. Puerta de Aubagne, G. Puerta de Roma, H. Puerta del Paraíso, I. Puerta Notre-Dame-de-la-Garde, J. Puerta de San Víctor, K. Arsenal des galères, L. Estacada de aislamiento, M. Abadía de San Víctor, N. Fuerte San Nicolás, O. Fuerte Saint-Jean. 1. Iglesia de San Lorenzo, 2. Catedral de Marsella, 3. Iglesia Notre-Dame-des-Accoules, 4. Iglesia de San Martín, 5. Iglesia Saint-Ferréol, 6. Iglesia de los Agustinos, 7. La Vieille Charité, 8. Hospital Saint-Esprit, 9. Couvent des Présentines, 10. Convento de los Recoletos, 11. Convento de la Visitación, 12. Calle Belle-Table, 13. Plaza del Palacio, 14. Calle de la Escalera, 15. Calle Jean-Galant, 16. Plaza de los sermoneadores, 17. Calle de la oratoria, 18. Rue des Grands-Carmes, 19. Rue des Fabres, 20. Cours Belsunce, 21. Consistorio, 22. Plaza de los molinos, 23. Plaza de Lenche, 24. Canebière, 25. Calle Saint-Ferréol, 26. Calle Paraíso, 27. Plaza del Champ-Major, 28. Obra de construcción.

### Propagación de la epidemia
Los diez óbitos acontecidos a bordo de la nave, no mostraban aparentemente los síntomas característicos de la peste, como son los característicos bubones. Estas manifestaciones evidentes aparecerán recién en los ciudadanos, cuando comenzaron a venderse los tejidos procedentes del Gran San Antonio, infestados de pulgas portadoras del bacilo de Yersin.
El 20 de junio de 1720, en la calle Belle-Table situada en el casco viejo, una mujer llamada Marie Dauplan murió luego de algunas horas. Aún en este momento, los médicos dudaban que este deceso fuera producto de la peste. Parece que el primer brote de la plaga provino de las pulgas que llegaron con los fardos de algodón descargados en el puerto.
A partir del 9 de julio, está claro que la plaga se había desencadenado. Ese día, los médicos Charles Peyssonnel y su hijo Jean André acuden a ver a un niño de doce años de la calle Rue Jean Galland, diagnosticando la peste y advirtiendo a los concejales. Los muertos son enterrados en cal viva y sus casas amuralladas. Sin embargo, los concejales siguen esperando que se trate de un contagio reducido. El 21 de julio, el número de muertes sigue en aumento, e incluso un cura de apellido Giraud llegó a decir: «Dios declaró la guerra a su pueblo».

### Pico de la epidemia

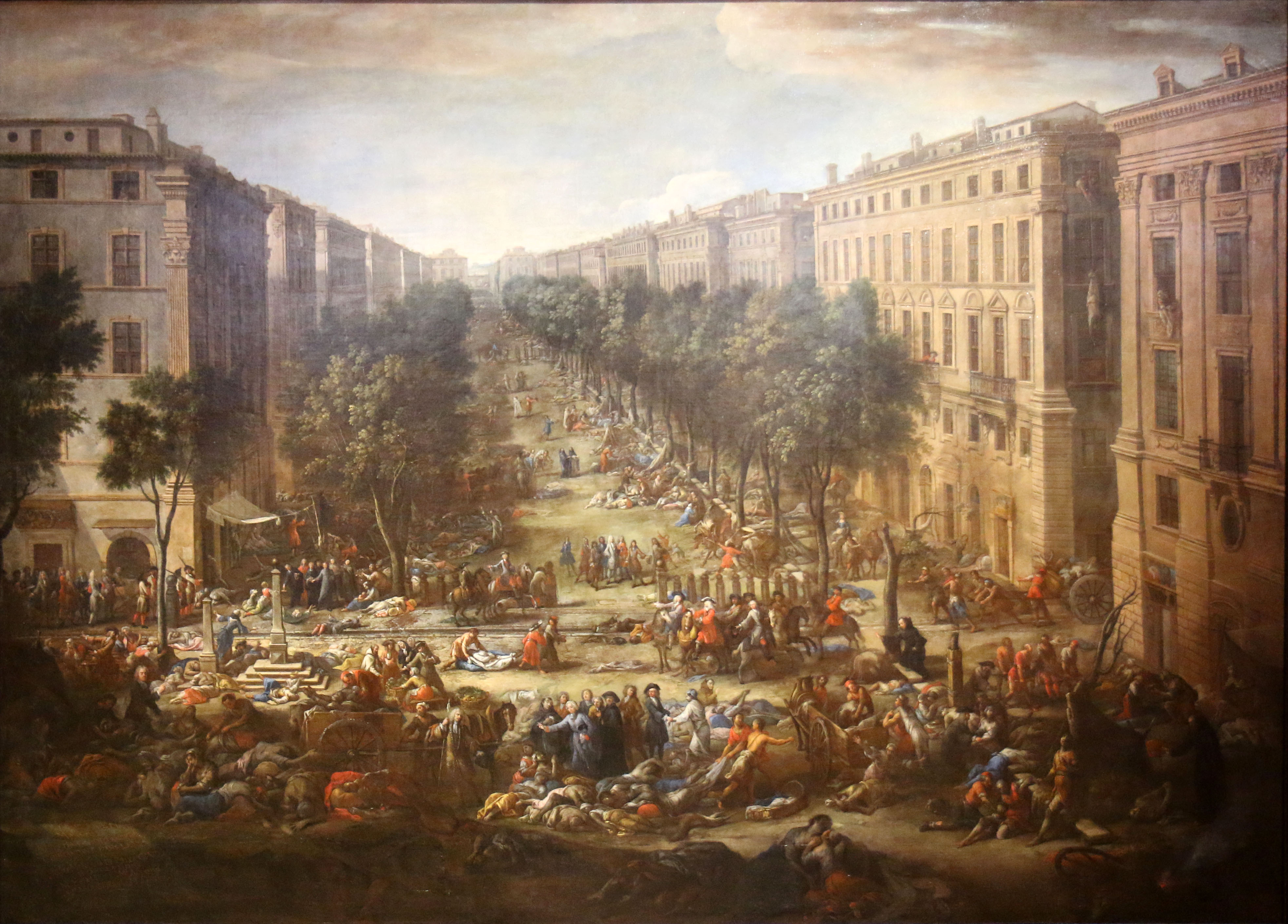
Vue du Cours pendant la peste de 1720, Museo de Bellas Artes de Marsella. Óleo de Michel Serre.

Las medidas adoptadas, como la quema de azufre en los hogares, tienen poco efecto. La gente adinerada deja Marsella para refugiarse en sus casas situadas en los alrededores, mientras que los pobladores de menores recursos montan un enorme campamento en la llanura de Saint-Michel (actual Plaza Jean-Jaurès). El 31 de julio de 1720, el parlamento de Aix-en-Provence prohíbe a los marselleses que entren en su territorio, y al pueblo de la Provenza, que se comuniquen con ellos.
Para el 9 de agosto mueren más cientos personas por día. Las enfermerías ya no pueden recibir más enfermos, los cadáveres son echados en las calles. A mediados de agosto, los médicos François Chicoyneau y Verny, de la Universidad de Montpellier, llegan a Marsella por orden del regente Felipe II de Orleans, aconsejado por el primer médico Pierre Chirac.
A finales de agosto, todos los distritos de Marsella estaban afectados, inclusive el barrio Rive-Neuve, separado de la ciudad por el puerto y el vasto arsenal des galères. A pesar de las medidas adoptadas por el municipio, era imposible cortar toda la comunicación con la ciudad vieja, desde donde se extendía el contagio. Familias enteras sucumbían, ninguna calle de la ciudad vieja estaba libre de enfermos. Llegaron a morir miles de personas al día.
Las distintas autoridades locales implementaron muchas regulaciones dispares. Con el fin de armonizar la reglamentación, el Consejo de Estado dictó el 14 de septiembre de 1720 una sentencia que anulaba todas las medidas adoptadas, se pronunciaba sobre el bloqueo de Marsella y regulaba la policía marítima. Pero ya era demasiado tarde: la bacteria se había extendido hacia el interior, llegando a tomar dos años de lucha para erradicar la plaga de Languedoc y Provenza. Hasta el 22 de septiembre de 1722 no se ordenó la última cuarentena en Aviñón. Se estableció un cordón sanitario para proteger al resto de Francia, con el Mur de la peste prolongándose desde las montañas de Vaucluse hasta el río Durance y los Alpes.

### Extensión a los municipios vecinos
Marsella no fue la única ciudad provenzal atacada por la epidemia, también afectó a Arlés, Aix-en-Provence y Tolón. Los pequeños municipios cercanos a estas grandes ciudades son alcanzados igualmente: Allauch, Cassis, Aubagne, etc. Solo el municipio de La Ciotat, protegido por sus murallas, se libró de la peste.
El Languedoc y el Comtat sufren asimismo la epidemia, con las ciudades de Alès y de Aviñón. La ciudad de Beaucaire se libró probablemente gracias a la precaución de suprimir la feria tradicional. El Gévaudan también se contaminó, junto con las ciudades de Marvejols y Mende.
En total, la epidemia cobró entre 90 000 y 120 000 víctimas aproximadamente (incluida Marsella) sobre una población de 400 000 personas. Los últimos focos en el municipio de Aviñón se extinguieron al finalizar 1722.

### El apaciguamiento

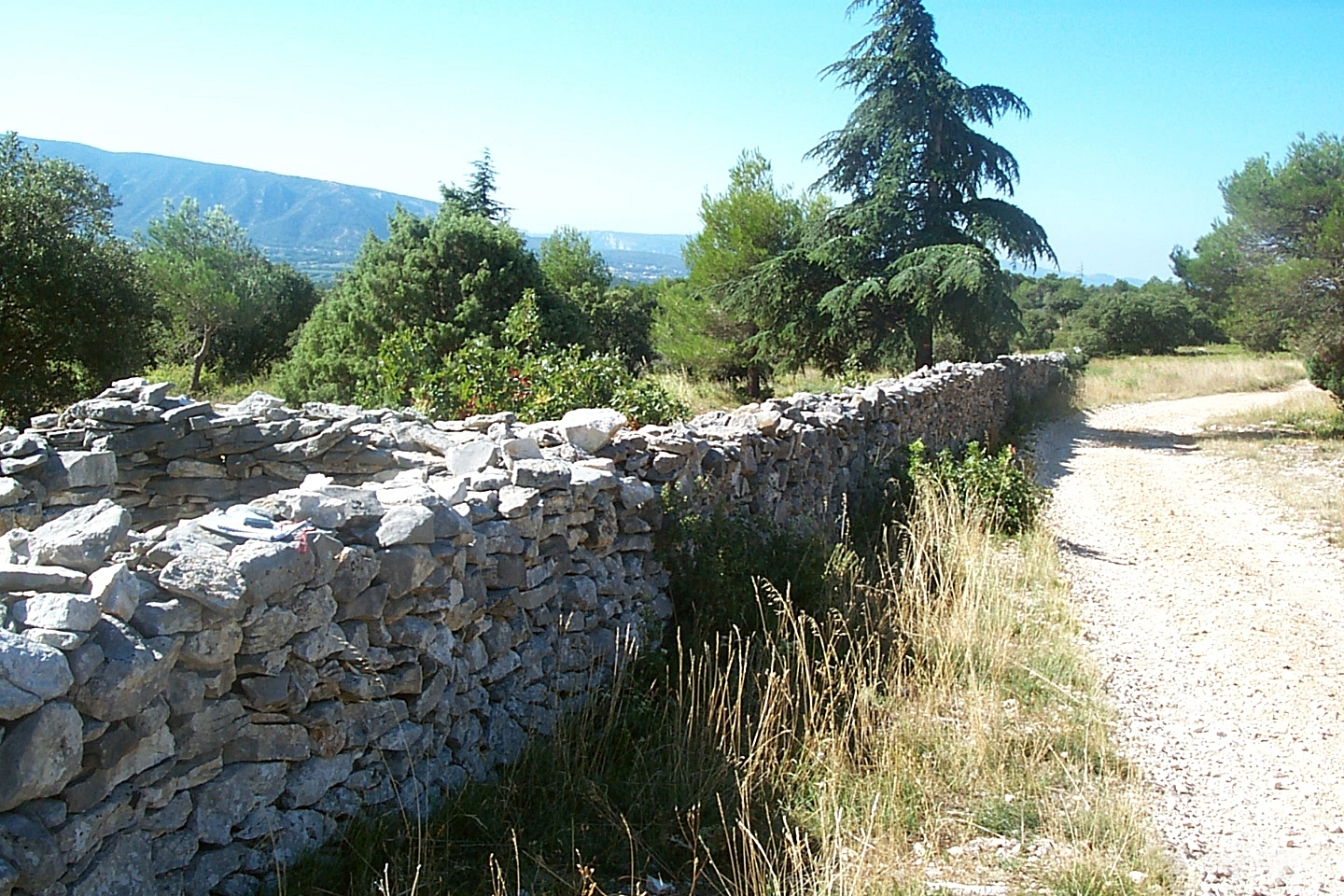
Muro de la peste en Vaucluse, construido en 1720 para aislar a las regiones contagiadas.

En octubre de 1720, la plaga comenzó a retroceder en Marsella, y las personas se curaban con mayor facilidad. La mortalidad diaria se redujo a veinte personas. Este descenso continuó hasta principios de 1721, con una mortalidad diaria de una o dos personas. Los negocios volvieron a abrir sus puertas, se reanudaron las labores en el puerto y la pesca se practicó nuevamente. Entre las diferentes manifestaciones que marcaron la reactivación de las actividades en 1721, se puede destacar, por ejemplo, la reanudación de las deliberaciones de la Cámara de Comercio el 19 de febrero, las cuales habían sido interrumpidas desde el 19 de julio de 1720. El 20 de junio de 1721, el obispo Belsunce organizó una procesión con motivo de la fiesta del Sagrado Corazón, a pesar de las reticencias del jefe de escuadra Charles-Claude Andrault de Langeron, quien temía un retorno de la plaga.

### La recaída de 1722
En abril de 1722, aparecieron nuevos casos de peste, ocasionando el pánico. A petición del obispo Belsunce, los regidores hicieron el 28 de mayo de 1722 un voto solemne de asistir a misa cada aniversario, en el Monasterio de la Visitación, y ofrecer «una vela o antorcha de cera blanca, con un peso de cuatro libras, adornada con el emblema de la ciudad, para quemar ese día ante el Santísimo Sacramento». Este voto continuó siendo cumplido hasta la Revolución Francesa. Desde 1877, la Cámara de Comercio e Industria de Marsella-Provenza volvió a tomar el voto sin mayores interrupciones hasta nuestros días, siendo responsable de la organización de una ceremonia religiosa, en la cual se quema una vela tal como se hacía en 1722. Esta ceremonia tiene lugar en la Basílica del Sagrado Corazón de Marsella.
Desde principios de agosto de 1722, la epidemia frenó. No ha habido más enfermedades ni muertes causadas por la plaga.

## Consecuencias

Evolución del número de muertes de julio a noviembre de 1720

La ciudad de Marsella contaba antes de la peste (a principios de 1720) con 90 000 habitantes aproximadamente. El número de muertes provocadas por esta epidemia varía según las estimaciones: entre 30 000 y 35 000 muertos para algunos historiadores, mientras que para otros la cifra sería de 50 000, tanto para la ciudad como para los alrededores.
Curiosamente, esta pérdida de población se compensó rápidamente en solo tres o cuatro años. Este fenómeno se explica por la disminución de la mortalidad, así como el por incremento de la tasa de nacimientos, vinculada a la multiplicación de los matrimonios; pero principalmente debido a la inmigración desde regiones cercanas (actual departamento de Alpes de Alta Provenza) o incluso distantes. La inmigración reparó la mayor parte de las pérdidas.
Para la economía, el paro fue brutal, pues el puerto se debió cerrar por treinta meses y las fábricas tuvieron que dejar de producir. Sin embargo, las consecuencias debidas a la plaga son difíciles de cuantificar, ya que se entrelazarán con las causadas por el colapso del Sistema de Law. Pero es obvio que la parálisis del puerto produjo un múltiple impacto en la economía regional.